# Jean de Bedoire
 (octobre 2024).
Jean de Bedoire (prononcé en français : [də bɛdwaʁ]), né le 28 décembre 1728 et mort le 30 décembre 1800, est un consul et homme d'affaires suédois.
Jean de Bedoire est né dans une congrégation française à Stockholm. Sa famille était originaire de l'ancienne province de Saintonge en France et était composée de huguenots, fils de Frans Bedoire de la famille Bedoire et de la dame de la noblesse écossaise Maria Elisabeth Ross.
Il est devenu étudiant à l'Université d'Uppsala en 1746, mais a commencé à travailler comme commis dans le bureau commercial de son parent Jean Henrik Le Febure à Stockholm en 1747.
Bedoire a été consul de Suède dans la capitale portugaise, Lisbonne. Pendant son séjour à Lisbonne, il a agi en tant qu'agent à la cour portugaise. De plus, il a voyagé au Brésil, d'où il a rapporté un animal inconnu dans la faune européenne. Il a envoyé l'animal à son frère, qui l'a remis au jardin botanique à Uppsala.